# Diana Zolotuchina
Diana Zolotuchina (ur. 25 stycznia 2000 w Choni) – gruzińska lekkoatletka, skoczkini o tyczce.
Mistrzyni i rekordzistka Gruzji.
8. zawodniczka III ligi drużynowych mistrzostw Europy rozgrywanej w ramach igrzysk europejskich w Baku (2015).